# Rudolf Lilie
Rudolf Lilie (* 2. Februar 1904 in Hamburg; † 28. Dezember 1976 in Geesthacht) war der Ortsgruppenleiter der NSDAP in Geesthacht.

## Leben und Wirken
Rudolf Lilie war das erste Kind des Glasermeisters Henry Lilie. Der Vater eröffnete ein Jahr nach der Geburt des Sohnes die erste Glaserei Geesthachts. Johannes Ritter, der die Lungenheilstätte Edmundsthal-Siemerswalde ärztlich leitete, hatte ihm hierzu geraten. Henry Lilie kaufte ein Haus in der Bergedorfer Straße 39 und zog dorthin auch mit der Glaserei um. 
Rudolf Lilie besuchte die Realschule in Bergedorf. Danach absolvierte er von 1920 bis 1923 eine Berufsausbildung im väterlichen Betrieb. Anschließend machte er ein Volontariat bei der Kunsthändlerin Maria Kunde in Hamburg, deren Ehemann Karl Prahl das Geschäft leitete. Gemeinsam mit seinen Brüdern Otto und Harry übernahm er die Glaserei des Vaters, der zur Hamburger Glaserinnung gewechselt war. Sie ergänzten den Betrieb um eine Kunst- und Buchhandlung.
Im Frühjahr 1930 gründete Rudolf Lilie in Geesthacht die Ortsgruppe der NSDAP mit und übernahm deren Vorsitz. Zum 1. August 1930 trat er der Partei selbst bei (Mitgliedsnummer 305.100). Die Geschäftsführung der Glaserei überließ er seinem Bruder Otto. Von 1930 bis 1933 saß er in der Hamburgischen Bürgerschaft. Bei den vorgezogenen Kommunalwahlen 1932 zog er in den Rat von Geesthacht ein und übernahm ein Jahr später das Amt des stellvertretenden Kreisleiters der NSDAP. Am 4. Juli 1933 wurde er zum Bürgermeister Geesthachts gewählt. Während seiner Dienstzeit entstand im Zuge von Arbeitsbeschaffungsmaßnahmen die HEW-Siedlung. Da auch die Sprengstofffabriken Düneberg und Krümmel wiederaufrüsteten, sank die Zahl der Arbeitslosen in Geesthacht deutlich. Während dieser Zeit wurden alle Behörden, Vereine, Verbände und Institutionen gleichgeschaltet. Außerdem kam es zu zahlreichen nächtlichen, von Hamburg aus geleiteten Festnahmen.
Lilies Amtszeit endete mit dem Rücktritt am 24. März 1937. Der Grund hierfür waren jüdische Vorfahren in der Familie. Der ihm nahestehende Parteifreund Karl Gröper trieb aus diesem Grund ein Parteiausschlussverfahren voran. Der Hamburger Gauleiter Karl Kaufmann sprach daraufhin in Berlin bei Adolf Hitler vor, der entschied, dass sich Lilie auf die einfache Parteimitgliedschaft beschränken solle. Lilie arbeitete daraufhin als stellvertretender Geschäftsführer der Landherrenschaft Hamburg.
1941 zog die Wehrmacht Lilie zum Kriegsdienst ein. Er kämpfte bis Kriegsende als Obergefreiter im Kieler Marineoberkommando. Danach verbrachte er einige Zeit in Kriegsgefangenschaft auf Gut Meischenstorf. Später internierten ihn die Besatzer im befreiten ehemaligen KZ Neuengamme. Die Haft endete im November 1947. Da er am 1. April 1933 politische Gegner misshandelt haben und an deren Festnahme beteiligt gewesen sein sollte, musste Lilie sich mit weiteren Angeklagten vor Gericht in Lübeck verantworten. Das Verfahren vor der Spruchkammer endete mit einem Freispruch. Dabei kamen Lilie vermutlich Aussagen einiger früherer politischer Gegner, darunter SPD-Mitglieder zugute, die behaupteten, aufgrund von Lilies Engagement aus der Haft freigekommen zu sein.
Rudolf Lilie arbeitete danach zunächst in der Glaserei Mewes in Bergedorf. Anschließend übernahm er die frühere Glaserei seines Vaters, die seit dem Tod des Bruders Otto während des Zweiten Weltkriegs von dessen Witwe geführt wurde. Wenig später erhielt er regen Besuch von früheren politischen Gegnern, die versuchten, ihn für die Kommunalpolitik zu gewinnen. Aufgrund seiner politischen Vergangenheit kam Lilie den Wünschen nicht nach. 1952 legte er die Glasermeisterprüfung ab. 
Rudolf Lilie war verheiratet mit Herta Stoffregen, die eine jüngere Tochter des Geesthachter Bauunternehmers Erdmann Stoffregen war. Das Ehepaar hatte vier Söhne und eine Tochter.